# Біфрест
Біфрест, інколи Біфрост (Bifröst) — міст, збудований асами, який сполучає світ смертних Мідгард зі світом богів Асгардом; ним аси проходять щодня на свої наради в тіні ясена Іггдрасілль.
Смертні бачать міст як веселку, його охороняє Геймдалль. Червоний колір у веселці — це полум'я вогню, що захищає міст від велетнів. Міст буде зруйновано в останній битві під час Рагнароку.
Інші назви: Асбру, Міст Асбру